# Staré Hrady (hrad)
Skalní hrad Staré Hrady u Příhraz (pro odlišení od hradu přestavěného na zámek na Jičínsku se používá i označení Stará Hrada) leží v Příhrazských skalách v nadmořské výšce okolo 350 metrů asi jeden kilometr západně od vsi Příhrazy směrem na Krásnou vyhlídku v okrese Mladá Boleslav. Do současnosti se dochovaly zbytky dvou světniček a zahloubený objekt (studna).

## Historie
Stejně jako u další hradů na svazích vrchu Mužský neznáme ani v tomto případě původní jméno. Vzhledem k absenci písemných pramenů lze jeho existenci datovat pouze na základě nalezených keramických střepů, a to do 13., 14. a nejpozději do počátku 15. století.

## Stavební podoba
Hrad byl vystavěn na několika pískovcových skaliskách, jejichž boční stěny suplovaly funkci opevnění. Půdorys hradu byl oválný a na kratších stranách ho od dalších skal oddělovaly příkopy. Kromě světniček a možné studny se na vrcholové části dochoval částečně do skály vysekaný objekt a pahorek po stavbě zničené požárem.

## Přístup
Zbytky hradu se nacházejí v těsné blízkosti červeně značené turistické trasy z Příhraz na Valečov.